# Zablate
Zablate (nemško Sabuatach) je naselje v Občini Grabštanj v Okraju Celovec-dežela na Koroškem v Avstriji.